# 데일 모텐슨
데일 모텐슨(Dale T. Mortensen, 1939년 2월 2일~2014년 1월 9일)은 미국의 경제학자이다. 노스웨스턴 대학교 교수로 재직하였으며 2010년 노벨 경제학상을 수상했다.

## 업적
모텐슨의 연구는 노동 경제학, 거시 경제학 및 경제 이론에 중점을 두었다. 그는 특히 마찰 실업의 검색 및 매칭 이론에 대한 그의 선구적인 연구로 유명하다. 그는 이 연구에서 얻은 통찰력을 확장하여 노동 이직 및 재배치, 연구 개발, 개인 관계를 연구하여 그 공로로 2010년 피터 다이아몬드와 크리스토퍼 피사리데스 경과 함께 노벨 경제학상을 공동으로 수상하였다.